# 26871 Tanezrouft
26871 Tanezrouft è un asteroide della fascia principale. Scoperto nel 1993, presenta un'orbita caratterizzata da un semiasse maggiore pari a 2,6332161 au e da un'eccentricità di 0,0897140, inclinata di 5,32583° rispetto all'eclittica.